# Harjesia
Genre
Harjesia est un genre néotropical de lépidoptères (papillons) de la famille des Nymphalidae et de la sous-famille des Satyrinae.

## Systématique
Le genre Harjesia a été décrit par l'entomologiste allemand Walter Forster en 1964.
Son espèce type est Taygetis blanda Möschler, 1877.

## Liste des espèces
D'après Funet :
- Harjesia blanda (Möschler, 1877) — Suriname, Guyane
- Harjesia griseola (Weymer, 1911) — Bolivie, Brésil, Guyane
- Harjesia gulnare (Butler, 1870) — (synonyme : Harjesia oreba (Butler, 1870)) — Panama, Costa Rica, Colombie, Équateur, Bolivie, Guyane
- Harjesia obscura (Butler, 1867) — Bolivie, Équateur, Pérou
- Harjesia vrazi (Kheil, 1896) — Venezuela

auxquelles s'ajoutent 4 espèces non décrites.